# Greiz
Greiz est une ville d'Allemagne (située en République démocratique allemande de 1945 à 1989), dans le Land de Thuringe et chef-lieu de l'arrondissement du même nom. Greiz fut la résidence officielle de la famille de Reuss (Reuß en allemand) qui régnait sur la principauté de Reuss branche aînée jusqu'en 1918. Son monument le plus emblématique est l'ancien château princier, l'Oberes Schloss (de), elle est parfois surnommée la « Perle du Vogtland ».

## Géographie

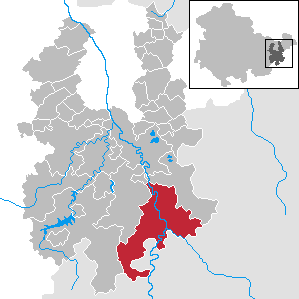
Situation de la ville (en rouge) dans son arrondissement

La ville de Greiz est située au sud-est de la Thuringe, à la frontière avec le land de Saxe, dans la région historique du Vogtland thuringeois. La vieille ville est située dans une petite cuvette, sur les rives de l'Elster Blanche après son confluent avec le Göltzisch.
Les communes limitrophes de Greiz sont (du nord au sud et dans le sens des aiguilles d'une montre) : Langenwetzendorf, Neumühle/Elster, Mohlsdorf-Teichwolframsdorf dans l'arrondissement de Greiz, Reichenbach im Vogtland, Mylau, Netzschkau, Elsterberg dans l'arrondissement saxon du Vogtland et Vogtländisches Oberland dans celui de Greiz.
Greiz est composé de la ville centre (Kernstadt) et de quinze villages (Orsteile) : Aubachtal, Caselwitz, Dölau, Gommla mit Pommeranz, Irchwitz mit St Adelheid, Kurtschau, Moschwitz, Obergrochlitz, Pohlitz mit Herrenreuth, Raasdorf, Reinsdorf mit Naltersdorf, Rothenthal, Sachswitz, Schönfeld, Thalbach et Untergrochlitz.

## Histoire

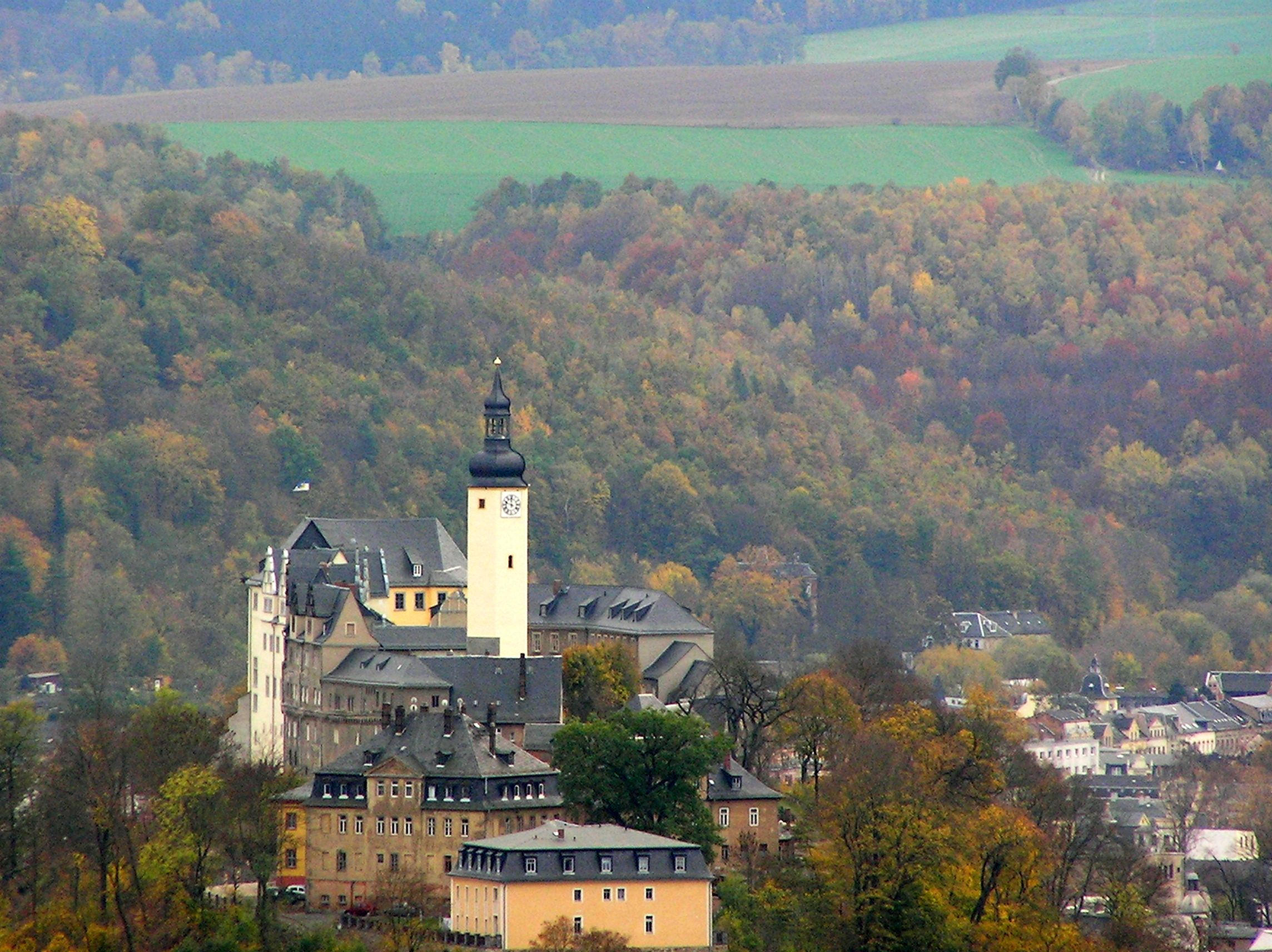
Paysage de Greiz, l'Oberes Schloss

Le site de Greiz est habité depuis l'âge de la pierre mais la première mention écrite de Greiz, autrefois Grewcz, fondation d'origine probable slave (gradec : village), date de 1209. Greiz obtient les droits de ville en 1359.
Dès le XIIIe siècle, en 1288, un château appartenant aux chevaliers von Dölau est signalé.Ses ruines sont encore visibles dans le quartier de Dölau. Appartenant encore aux baillis de Weida en 1449, Greiz est cependant la résidence des comtes de Reuss depuis 1306. Ceux-ci, partagés entre deux lignées, occupent deux châteaux dans la cité, à OberGreiz et à UnterGreiz. Les deux rameaux de la famille s'unissent en 1768 et, en 1778, ils deviennent princes de Reuss.
En 1802, la ville est victime d'une gigantesque incendie qui la détruit presque entièrement. Ce sera de nouveau le cas un siècle plus tard, en 1902, elle sera alors reconstruite en style Art nouveau.
Durant tout le XIXe siècle, Greiz s'industrialise et devient une place forte du tissage textile. La société Georg Schleber, fondée en 1847 à Reichenbach, s'installe en 1871 à Greiz. Elle emploiera jusqu'à 1 400 ouvriers en 1930. Greiz est relié au réseau ferroviaire allemand dès 1865.
Avec l'abdication en 1918 des derniers souverains de la Principauté de Reuss branche aînée, Greiz rejoint l'éphémère État populaire de Reuss et, en 1920, le nouveau land de Thuringe. Elle devient alors le chef-lieu d'un arrondissement.
Aux élections de mars, le NSDAP obtient 46,6 % des voix (contre 47,6 % dans l'ensemble du land), les sociaux-démocrates du SPD 26,6 % (plus que les 20,6 % régionaux), le parti communiste (KPD) 13,6 % (moins que les 15,3 % recueillis au niveau régional) et les Conservateurs de Droite du DNVP 9 % (moins que les 12,4 % régionaux).
De 1934 à 1943, plus de 800 personnes sont assassinées à l'hôpital local dans le cadre du programme national d'euthanasie. Des centaines de travailleurs forcés sont employés dans les usines de la ville pendant la guerre.
Greiz est occupée par l'Armée rouge en 1945 et elle rejoint la zone d'occupation soviétique. À la fin de 1945, 15 jeunes sont arrêtés, accusés d'appartenir aux Werwolf, 11 sont condamnés à mort. Ils seront réhabilités en 1994.
Pendant l'époque de la République démocratique allemande, Greiz est le chef-lieu d'un arrondissement faisant partie du district de Gera. Il en va de même depuis la re-création du land de Thuringe en 1994.

### Incorporations de communes
De nombreuses communes sises à la périphérie de Greiz ont été incorporées au territoire de cette dernière pendant tout le XXe siècle, surtout en 1922.
- 1856 : Tannendorf ;
- 1921 : Pohlitz ;
- 1922 : Dölau, Sachwitz, Rottenthal, Gommla, Irchwitz, Aubachtal, Thalbach, Kurtschau, Obergrochlitz, Caselwitz, Moschwitz, Untergrochlitz, Raasdorf et Schönfeld ;
- 1994 : Remsdorf et Waltersdorf.

## Démographie
La population de Greiz est en constante diminution depuis la fin de la Seconde Guerre mondiale où elle a atteint son maximum démographique, dû à l'afflux de réfugiés venus des grandes villes bombardées.
Si on prend en compte le territoire actuel de la ville, son nombre d'habitants en 1910 était de 39 310 personnes, de 40 441 personnes en 1933 et de 45 410 en 1946. Aujourd'hui le nombre est de 22 183 personnes (2010).

## Politique
Le maire de Greiz élu en 2006 est M. Gerd Grüner du SPD avec 54,7 % des voix.
Aux élections municipales du 7 juin 2009, les résultats obtenus ont été les suivants :
| Parti                                                   | Nombre de conseillers | Pourcentage de voix |
| ------------------------------------------------------- | --------------------- | ------------------- |
| SPD                                                     | 9                     | 27,9 %              |
| CDU                                                     | 7                     | 23,9 %              |
| IWA (Interessensgemeinschaft für Wirtschaft und Arbeit) | 5                     | 17,8 %              |
| Die Linke                                               | 4                     | 13,9 %              |
| FDP                                                     | 4                     | 12,8 %              |
| NPD                                                     | 1                     | 3,6 %               |

## Culture et monuments
En tant que résidence princière, Greiz a bénéficié d'une infrastructure culturelle importante par rapport à sa population qui reste un atout de nos jours : théâtre, musées, bibliothèque.

### Culture
Greiz dispose d'un orchestre philharmonique, la Vogtland Philharmonie (de), fondée en 1992 par l'union des deux orchestres de Greiz et Reichenbach. Cet orchestre, qui compte 65 musiciens et plusieurs ensembles (divers quatuors, quintettes, musique baroque...) est dirigé par Stefan Fraas et Jiří Malát et assure environ 140 concerts par an. C'est un véritable ambassadeur de cette région à la fois saxonne et thuringeoise qu'est le Vogtland à travers l'Allemagne et le monde.
Deux salles de spectacles, le Greizer Theaterherbst, ancien, et le Vogtlandhalle, moderne, présentent de nombreux spectacles tout au long de la saison : musique, théâtre, conférences, tec.

### Cadre architectural
Greiz ayant été pratiquement détruite par un gigantesque incendie au début du XIXe siècle, il ne subsiste pratiquement aucune construction antérieure à cette époque. La ville historique est partagée en deux parties. Sur la rive droite de l'Elster blanche se trouve la vieille ville entre la colline du Schlossberg et les pentes de la vallée de la rivière. Sur la rive gauche s'est développé au XIXe siècle une ville neuve autour de la gare de chemins de fer, aux larges avenues rectilignes bordées de somptueuses villas, d'ateliers ou de bâtiments publics construits dans les styles éclectique, historiciste ou Art nouveau du Gründerzeit.
Le Palais d'été (Sommerpalais (de)), construit à l'extrémité sud du Parc Princier de Greiz (Fürstlich Greizer Park (de)) entre 1779 et 1789 fut la résidence d'été du prince Henri XI (1722-1800). Détruit en 1802, il fut reconstruit en style classique en 1809. Il abrite depuis 1992 une bibliothèque riche de 40 000 ouvrages des XVIe au XXIe siècles issus des collections princières. Cette collection est particulièrement fournie en ouvrages techniques, théologiques, historiques, de sciences naturelles, en récits de voyage et encyclopédies du XVIIIe siècle français et des Lumières. Elle comprend également de nombreuses estampes (gravures de Louis Léopold Boilly, de Daniel Chodowiecki et le Satiricum (de), un fond satirique très riche (dessins d'Honoré Daumier, de James Gillray, de Thomas Rowlandson, revue Simplicissimus.
Le Château-haut (Oberes Schloss (de)), construit sur la colline du Schlossberg, au nord-est de la vieille ville est d'origine médiévale. Incendié en 1540, il fut reconstruit en style Renaissance, puis agrandi et modifié au XVIIIe siècle. En restauration depuis 1991, il abrite dans sa partie déjà rénovée le Musée du Château-haut (Museum oberes Schloss) qui présente, outre de nombreuses collections et animations, l'histoire de la principauté des origines à 1809.
Le Château-bas (Unteres Schloss (de)) au centre-ville, érigé au XVIe siècle et détruit par l'incendie de 1802, fut reconstruit dans le style classique de 1802 à 1809 et devint dès lors la résidence officielle de la monarchie. Une aile importante, l'Ida-Palais, comportant un salon d'hiver, des salles de réception et une tour à bulbe marquante dans le panorama de la cité, fut ajoutée au Sud en 1884-85 à l'instigation de la princesse Ida, épouse du dernier monarque. Le Château-bas abrite aujourd'hui le Musée du Château-bas (Museum unteres Schloss) qui présente, dans son décor, l'histoire de la principauté de 1809 à son abolition en 1918 et accueille des expositions saisonnières.
L'église protestante St Marien (de), mentionnée dès 1225, reconstruite après 1802 par Christian Friedrich Schuricht en style classique, possède un des plus grandes orgues en argent de Thuringe. Sa crypte renferme les monuments funéraires des princes de Reuss.
Le Corps de Garde (Hauptwache) du palais d'été, de style classique.
Le Lycée (Lyzeum), datant de 1875, complète le paysage monumental classique du centre de Greiz.

### Parcs
Le parc le plus important de Greiz, surnommée parfois la ville-jardin, est le Parc Princier de Greiz (Fürstlich Greizer Park (de)), construit dans le prolongement Nord du Palais d'été. Il était au XVIIe siècle le potager du château et a pris son aspect actuel de jardin à l'anglaise lors de sa restructuration en 1873-1876.

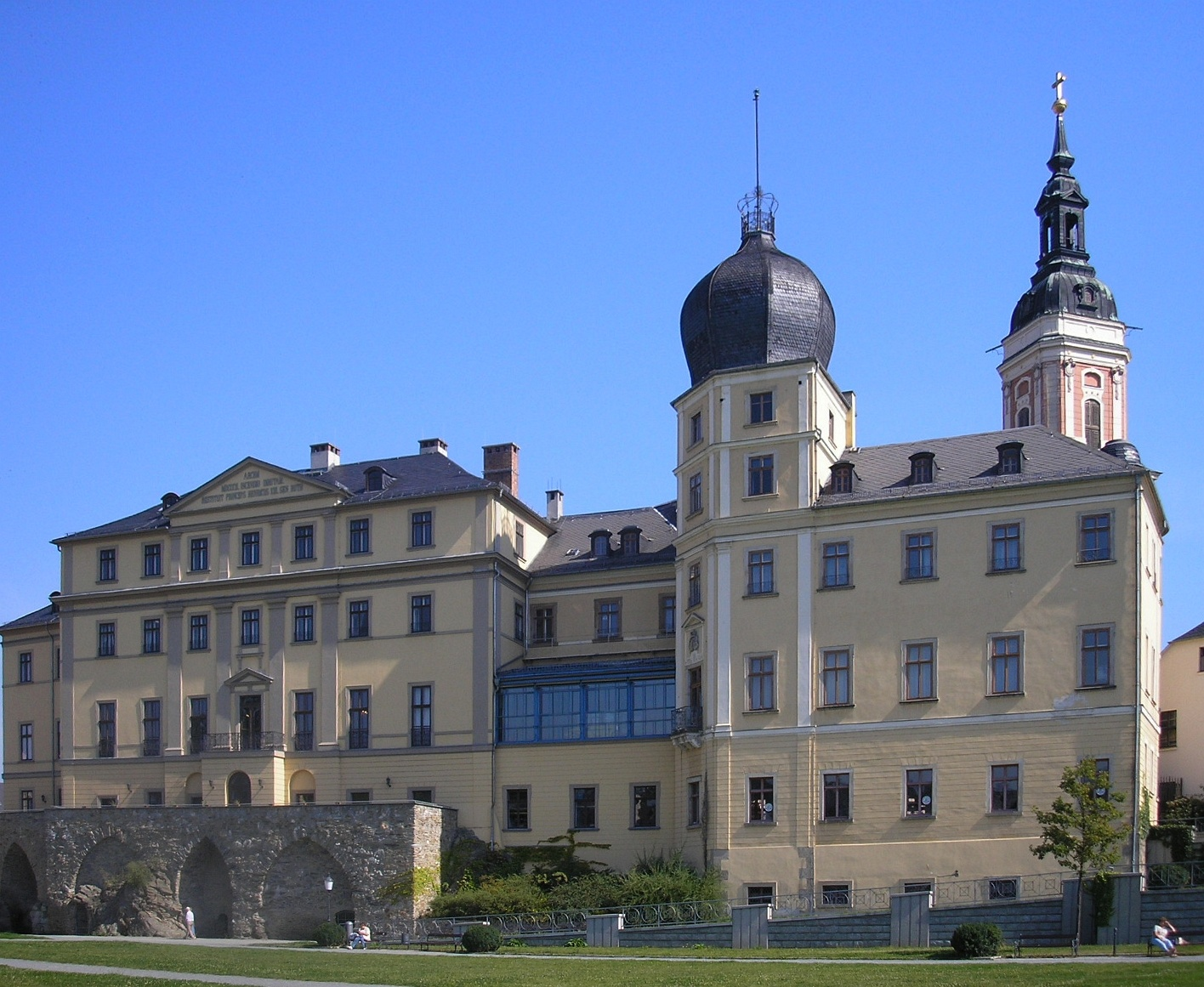
Le Château-bas
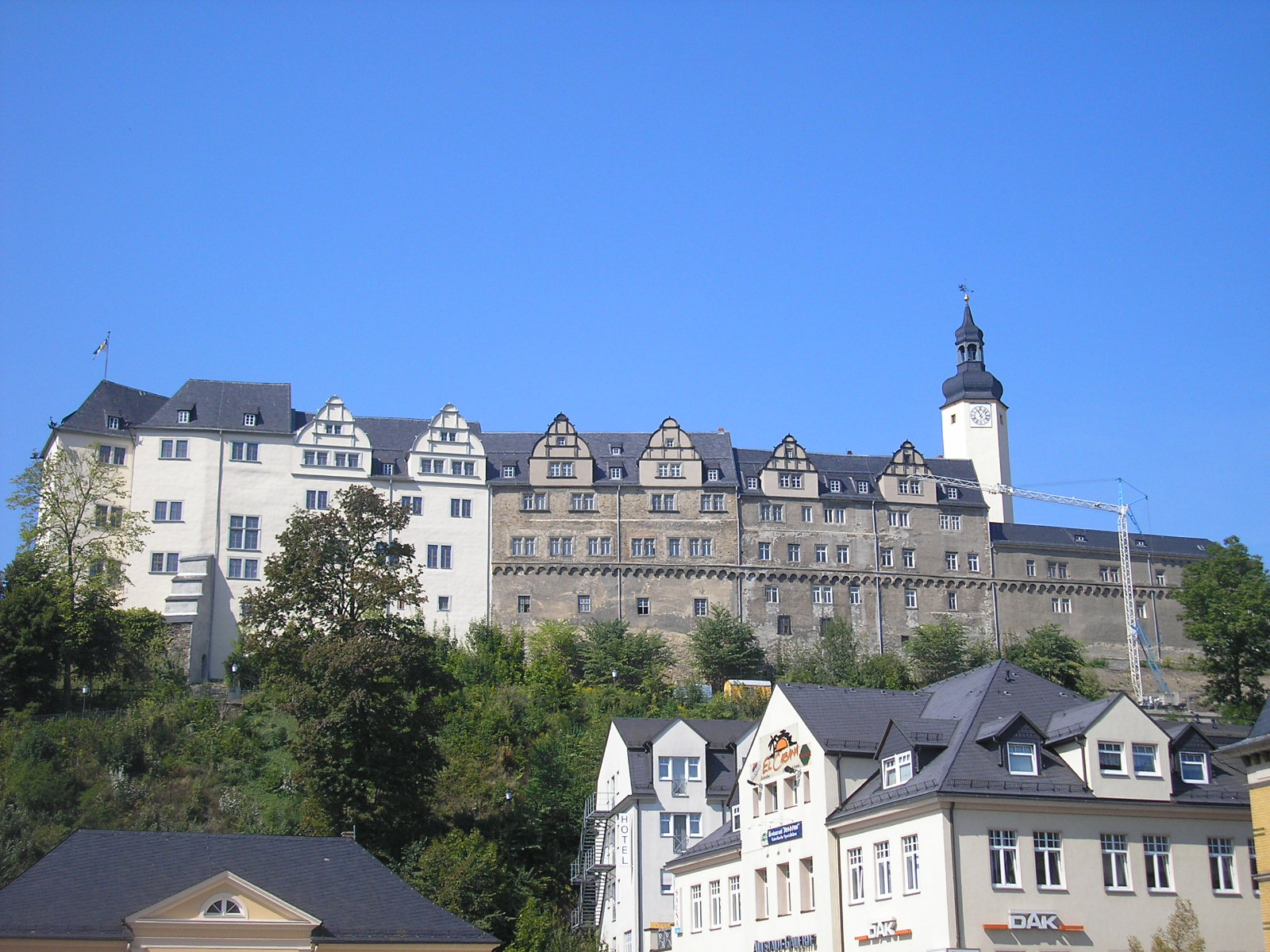
Le Château-haut
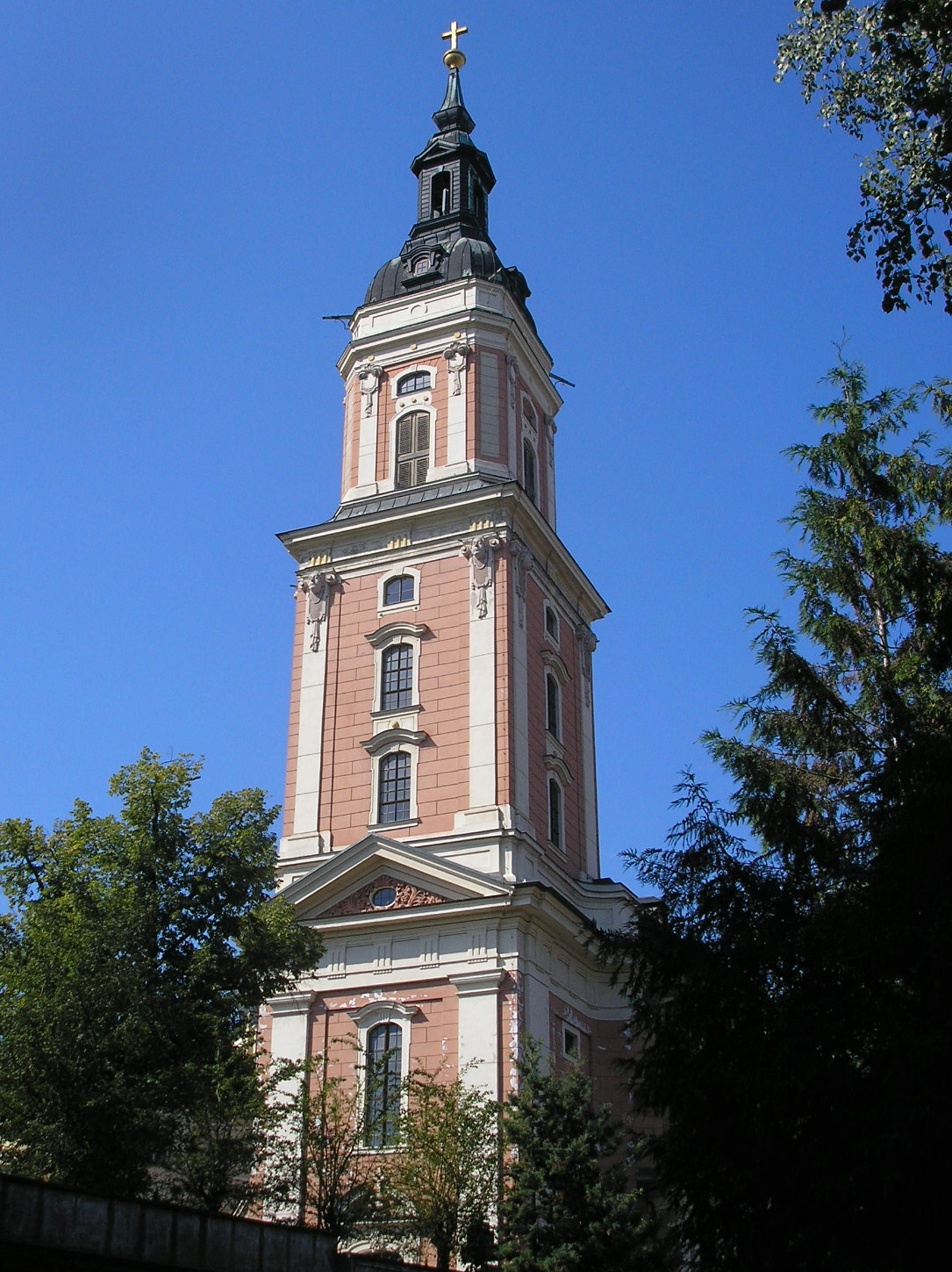
Le clocher de St Marien
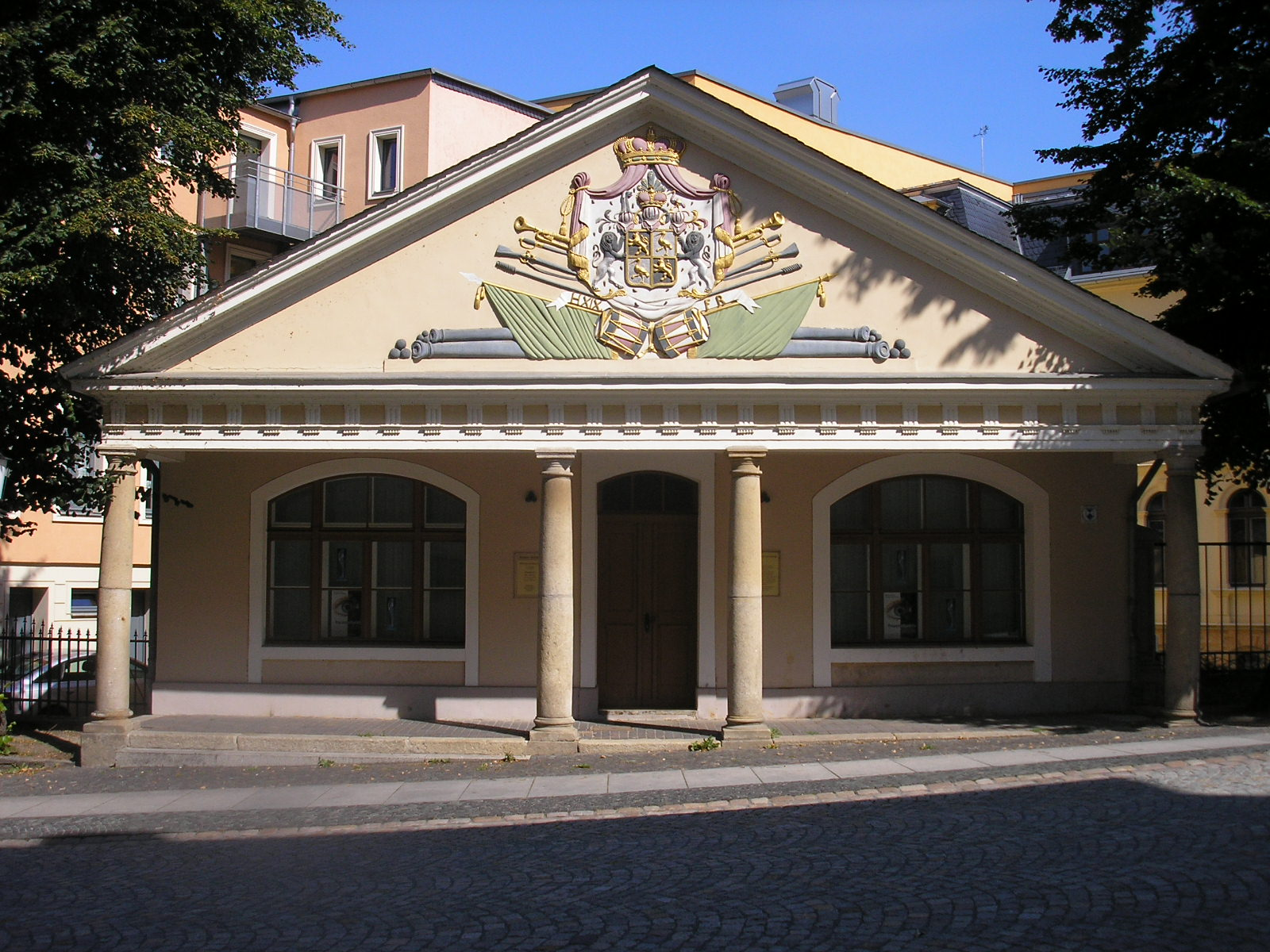
Le Corps de Garde
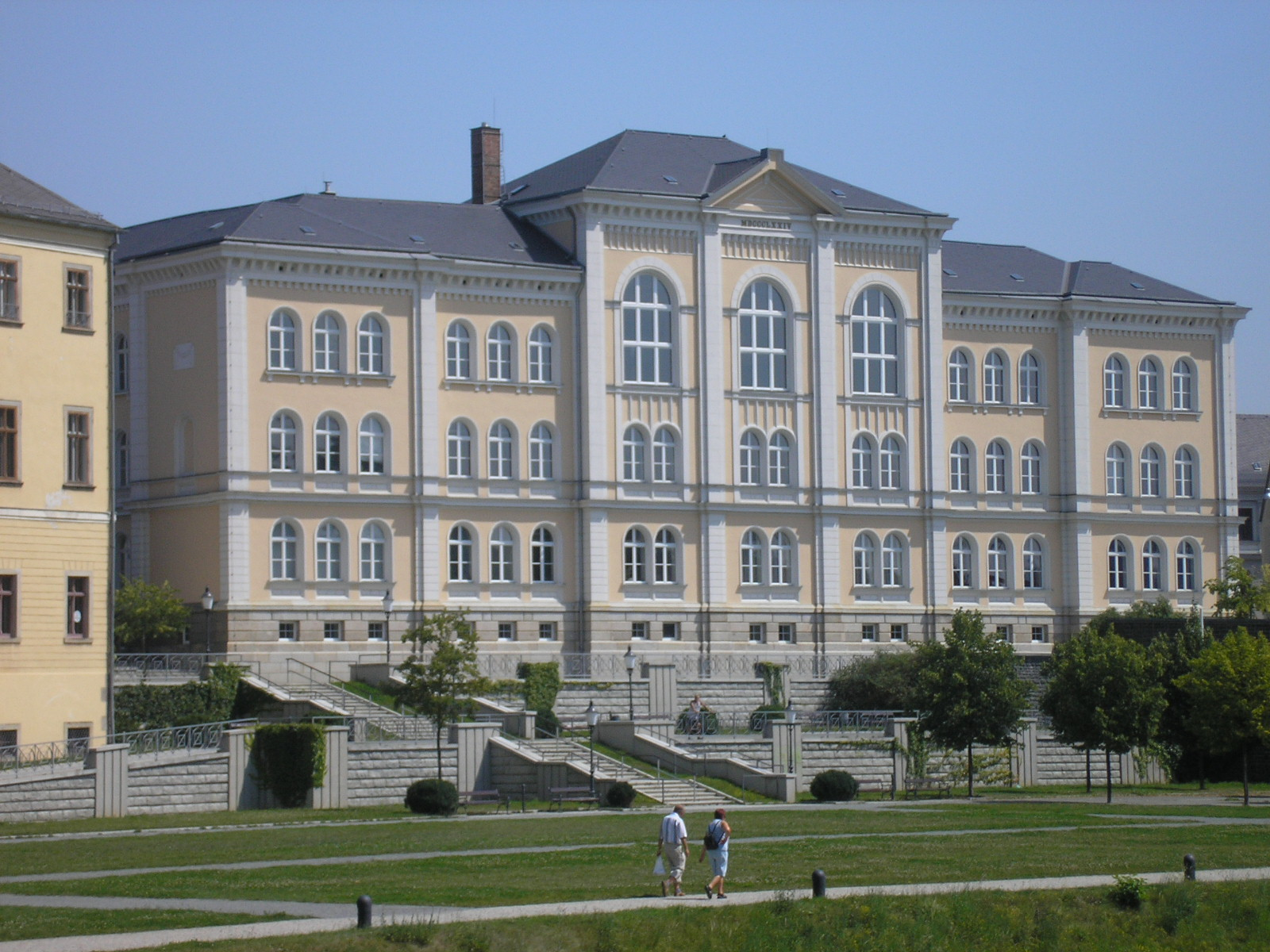
Le Lyzeum
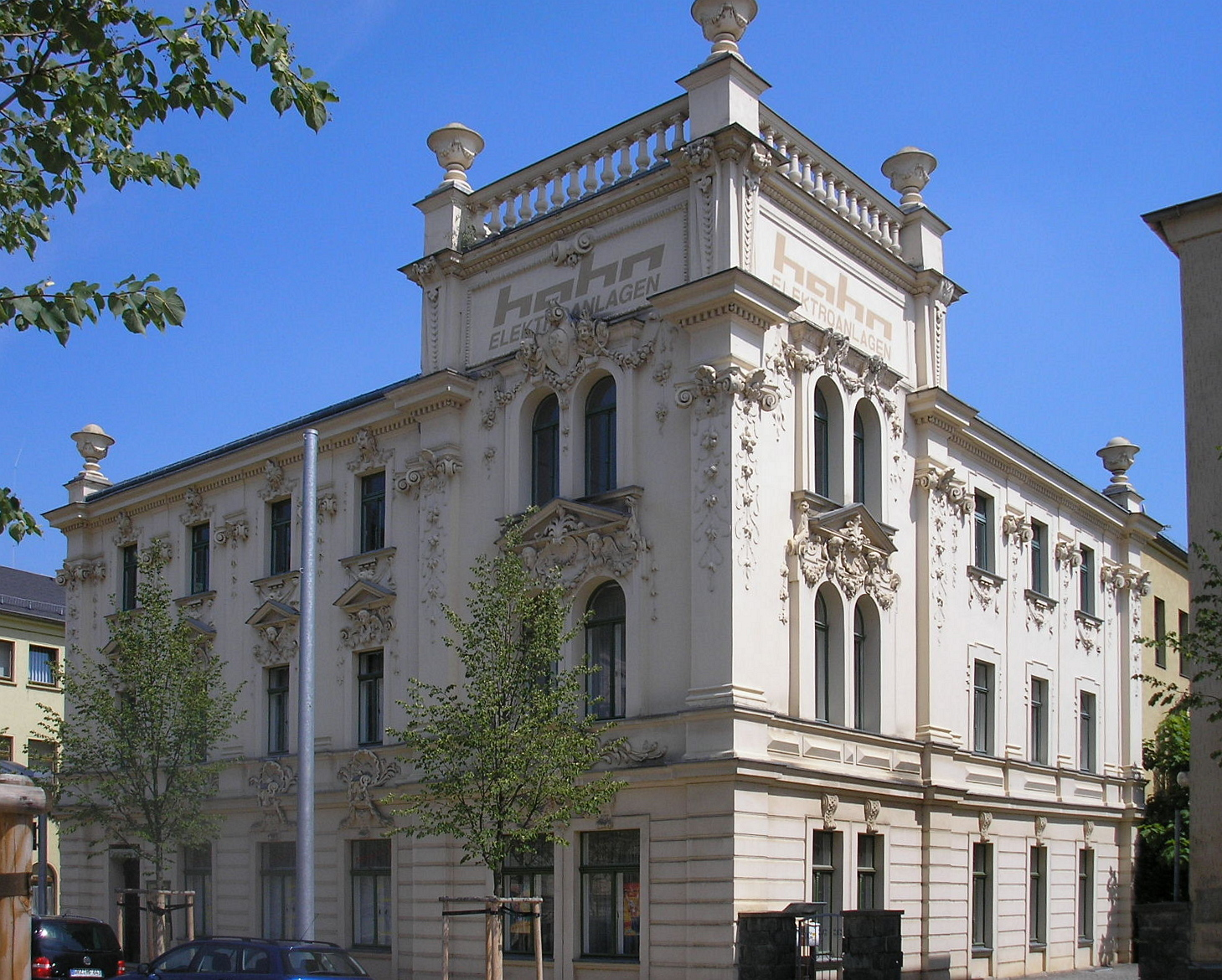
Architecture éclectique historiciste
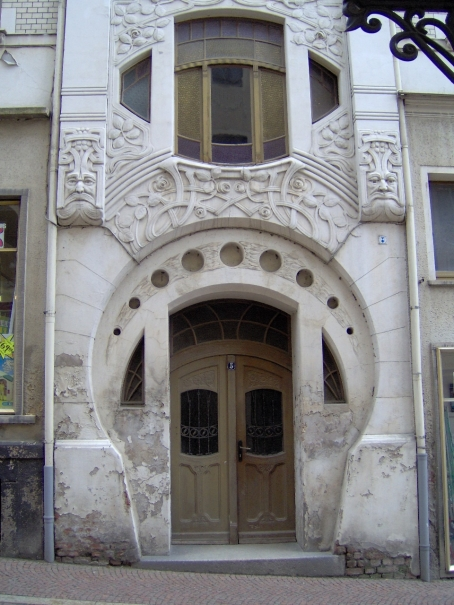
Une porte Art nouveau

## Communications

### Réseau ferré

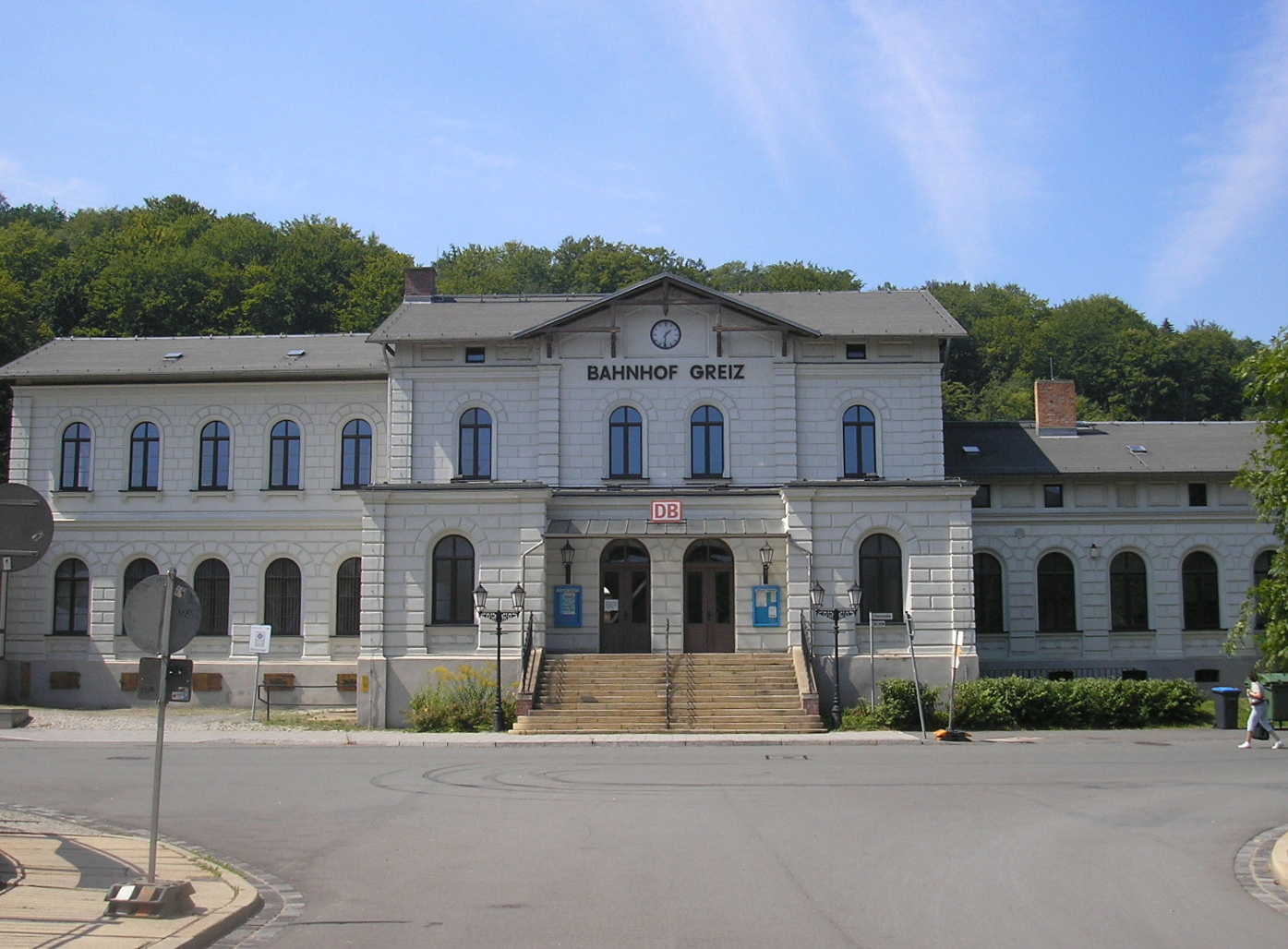
La gare de Greiz

Greiz a été reliée au réseau ferroviaire allemand en 1865 par une ligne qui rejoignait Neumark en Saxe et qui a été fermée en 1999.
La ville est située sur la ligne de l'Elsterbahn : Gera-Greiz-Plauen-Weischlitz qui est gérée par la compagnie du Vogtlandbahn (ligne VB4). Reichenbach, qui se trouve à dix kilomètres plus à l'est permet d'emprunter la magistrale Saxe-Franconie Dresde-Nuremberg.

### Réseau routier
Greiz est située au croisement de la route nationale B92 Gera-Greiz-Plauen et de la B94 Schleiz-Zeulenroda-Triebes-Greiz-Reichenbach. Les routes régionales partant de Greiz sont les suivantes :
- L1086 puis S317 vers Werdau ;
- S296 et S296 vers Mylau ;
- L2344 vers Neumühle/Elster.

L'autoroute la plus proche est la A 72 Chemnitz-Zwickau-Plauen-Hof (Reichenbach, sortie 9).

## Jumelages
- Bad Homburg vor der Höhe (Allemagne) dans l'arrondissement du Haut-Taunus en Hesse
- Rosenheim (Allemagne) depuis 1991 en Haute-Bavière
- Saint-Quentin (France) dans l'Aisne dans la région Hauts-de-France
- Rokycany (Tchéquie) dans la région de Pilsen en Bohême

## Sports

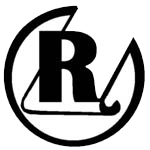
Emblème du RSV Rotation Greiz

Le club le plus important de Greiz est le RSV Rotation Greiz, club de lutte créé en 1931 et participant au championnat d'Allemagne de deuxième division, dans le groupe nord (2.Ringer-Bundesliga).
Autres sports significatifs :
- 1.FC Greiz, club de football jouant en championnat régional ;
- Club de tennis et badminton ;
- 1.SSV Greiz, club de basket-ball ;
- Club de natation et de plongée ;
- Club d'échecs, qui forma Lutz Espig, grand maître international depuis 1983.

## Personnalités
- Otto Benndorf (1838-1907), archéologue ;
- Bernhard Stavenhagen (1862-1914), compositeur et pianiste – le conservatoire de musique de Greiz porte son nom ;
- Hermine de Reuss zu Greiz (1887-1947), impératrice d'Allemagne, seconde épouse de Guillaume II d'Allemagne ;
- Ulf Merbold (1942- ), spationaute ;
- Rainer Schlutter (1946- ), footballeur et entraîneur ;
- Konrad Weise (1951- ), footballeur et entraîneur ;
- Birgit Diezel (1958-), femme politique (CDU), présidente du Landtag de Thuringe ;
- Detlef Macha (1958-1994), ancien coureur cycliste sur piste ;
- Ina Kleber (1964- ), nageuse, spécialiste du dos ;
- Robert Förstemann (1986- ), coureur cycliste sur piste.